# René van Hove
René van Hove (Koewacht (Moerbeke) (België), 11 april 1913 – Lokeren (België), 19 augustus 1997) was een Nederlands wielrenner. Hij werd in 1938 tweede in de Omloop der Vlaamse Gewesten. Het jaar ervoor werd hij ook al tweede in de eerste etappe van de Ronde van België.
René van Hove deed namens Nederland mee aan de Olympische Spelen van 1936 in Berlijn, aan de wegwedstrijd. Hij eindigde buiten de tijdslimiet. Desondanks was hij na Nico van Gageldonk de eerste Nederlander die over de finish kwam. Hierdoor was zijn tijd, samen met die van Nico van Gageldonk, Philippus Vethaak en Gerrit Schulte, onderdeel van de Nederlandse tijd in het ploegenklassement. Door dat drie van de vier renners van het Nederlandse team geen geldige tijd hadden, werd het Nederlandse team niet opgenomen in het eindklassement.